# Voyage Century
Voyage Century Online (航海世纪/王者世紀) é um MMORPG gratuito desenvolvido pela Snail Games e publicado em 8 de dezembro de 2006 pela IGG, contribuidores da Myth War Online.

## Síntese
Voyage Century Online é um jogo de elite que conta com o belo cenário da Europa no século XVI. O jogo tem suas raízes na era gloriosa da vela, Permitindo que os jogadores embarquem em magníficos navios e encarnem o espírito aventureiro de uma idade em que os homens procuravam grandes missões e aventuras épicas. 
A partir do século XV, exploradores europeus navegavam Ocidentais para o Leste, em um Esforço para procurar tesouros, especiarias e outros luxos da época. Eles abriram uma porta para uma riqueza e ganância de quem está no poder, que PATROCINOU causa abandono sem exploradores. Como as Frotas estendeu seus caminhos, os Ocidentais expandiram suas influências para a África. Mais tarde, eles cruzaram em torno do Cabo da Boa Esperança para Atingir Oceano Índico. Em outra direção, eles exploraram o oeste e descobriu o Novo Mundo. O final do século XV viu o início da expansão global do capitalismo ocidental e da exploração colonial do resto do mundo.
O enredo em Voyage Century Online começa no Mediterrâneo a partir do final do século XV para 16 iniciais. As potências ocidentais iniciam a perseguição sangrenta de riquezas que a Europa levou para uma época de grande agitação. Cada personagem de no jogo tem uma origem misteriosa. Alguns deles são descendentes dos cavaleiros corajosos do Império Yuan, alguns carregam a linhagem das famílias de comerciantes das caravanas saindo da Rota da Seda, algumas são as testemunhas do caso não é tão bem conhecido entre os de Marco Polo e princesa chinesa, e alguns são mesmo descendentes de piratas Europa ocidental. Mas todos os jogadores devem manter uma firme convicção: a busca da paz e da esperança. Crendo nisso, eles embarcaram numa aventura apaixonante em alto mar.